# Chemin de Limayrac
Pour les articles homonymes, voir Allée de Limayrac et Rue de Limayrac.
Le chemin de Limayrac (en occitan : camin de Limairac) est une voie de Toulouse, chef-lieu de la région Occitanie, dans le Midi de la France.

## Situation et accès

### Description
Le chemin de Limayrac est une voie publique. Il relie les quartiers de la Terrasse et du Château-de-l'Hers.
La chaussée compte une seule voie de circulation automobile en sens unique. Elle est définie comme une zone 30 et la vitesse y est limitée à 30 km/h. Il existe une bande cyclable, seulement entre le rond-point de l'Abbé-Raymond-Julien et l'avenue Jean-Gonord, pour les cyclistes circulant en contre-sens.

### Voies rencontrées
Le chemin de Limayrac rencontre les voies suivantes, dans l'ordre des numéros croissants (« g » indique que la rue se situe à gauche, « d » à droite) :
1. Chemin de Firmis
2. Rue Adrienne-Bolland (d)
3. Impasse de Limayrac (g)
4. Rue Adrienne-Bolland (d)
5. Rond-point de l'Abbé-Raymond-Julien
6. Allée de Limayrac (g)
7. Rue Firmin-Boissin (d)
8. Avenue de Lasbordes (g)
9. Avenue Jean-Gonord

## Odonymie
Le chemin de Limayrac porte le nom de la famille Limairac ou Limayrac. Le premier de ce nom qui est connu est Gabriel de Limairac (1686-1751), marchand et capitoul en 1724. Il possédait sur les pentes de la butte du Calvinet un vaste domaine composé de champs, de vignes, de prés et de bois. 

## Patrimoine et lieux d'intérêt

### Maisons
- no 9 : château de Lafilaire (1779)[2].
- no 30 : ferme (XVIIIe siècle).